# Angie Bland
Pour les articles homonymes, voir Bland.
Angie Bland est une joueuse belge de volley-ball née le 26 avril 1984 à Halle (Belgique). Elle mesure 1,87 m et joue au poste de centrale. Elle totalise 64 sélections en équipe de Belgique.

## Clubs
| Club                    | De        | À         |
| ----------------------- | --------- | --------- |
| Govok Gooik             | 1991-1992 | 2000-2001 |
| VDK Gent Dames          | 2001-2002 | 2002-2003 |
| Dauphines Charleroi     | 2003-2004 | 2005-2006 |
| Icaro Alarò             | 2006-2007 | 2006-2007 |
| Jogging Volley Altamura | 2007-2008 | 2007-2008 |
| Minerva Volley Pavia    | 2008-2009 | 2008-2009 |
| Zeiler Köniz            | 2009-2010 | 2009-2010 |
| VC Stuttgart            | 2010-2011 | 2010-2011 |
| Khimik Youjne           | 2011-2012 | 2011-2012 |
| Alemannia Aachen        | 2012-2013 | 2012-2013 |
| Volley-Ball Nantes      | 2013-2014 | 2015-2016 |
| ASPTT Mulhouse          | 2016-2017 | 2016-2017 |
| Racing Club de Cannes   | 2017-2018 | 2017-2018 |
| Stade Français          | 2018-2019 | 2018-2019 |
| Hermes Volley Oostende  | 2019-2020 | …         |

## Palmarès

### Équipe nationale
- Ligue européenne
  - Finaliste : 2013.

### Clubs
- Coupe d'Allemagne
  - Vainqueur :2011.
- Championnat de France
  - Finaliste : 2014, 2018.
- Coupe de France
  - Vainqueur : 2018.
  - Finaliste : 2014, 2016.
- Supercoupe de Belgique
  - Finaliste : 2019.
- Coupe de Belgique
  - Vainqueur: 2020.